# Fotografia micològica
La micologia és la part de la biologia que es dedica a l'estudi dels fongs. El fong és un ésser viu encarregat de descompondre la matèria orgànica (les fulles, la fusta, els fruits, etc) i tornar els seus nutrients al terra. Aquest tipus de fotografia, com bé diu el seu nom, es basa en retratar fongs, concretament, bolets.
Les fotografies resultants acostumen a ser destinades a micòlegs i/o guies micològiques, per tant, solen ser fetes amb un objectiu descriptiu, ara bé, el fotògraf també en capta el seu misteri i esperit i aconsegueix que tot i tenir una funció descriptiva, tingui cert punt creatiu. Com tota disciplina creativa, requereix temps, acció emotiva, lectura racional, soledat i reflexió.
Existeixen més de 100.000 espècies de bolets que tenen colors, mides, agrupacions, làmines i transparències diferents, la qual cosa aporta una gran quantitat de possibilitats creatives. Com més coneixement es tingui de les espècies, més fàcil serà trobar els punts d'interès de les fotografies i de saber quin és el moment oportú per a cadascuna. Generalment, és preferible fotografiar exemplars sencers i sans, encara que, pot existir algun cas en què es desitgi retratar algun exemplar en decadència.
En el món de la fotografia de natura, també hi trobem la fotografia de fauna o de paisatge, a part de la micològica, però totes són molt diferents.
Gràcies a les xarxes socials és més fàcil identificar les espècies i les varietats, trobar les localitzacions i la informació dels hàbitats. És indispensable realitzar aquest tipus de fotografia amb el mode manual de la càmera, ja que, permet tenir un control sobre l'obertura del diafragma, la velocitat d'obturació i de la sensibilitat (ISO). Pel que fa a la velocitat d'obturació, per a la fotografia micològica no es necessita una gran rapidesa al disparar perquè els subjectes fotografiats són estàtics.
La llum, la composició, la nitidesa i l'enfocament de les fotografies han de ser treballats durant la sessió fotogràfica, així mateix, en la possible edició posterior, es poden millorar però no crear aquests efectes. És preferible fer ús del format RAW abans que el JPG perquè la fotografia no perd informació i manté els píxels inicials, en canvi, amb el format JPG, la càmera fa un primer processat i deixa menys marge per a processar-la de nou.

## L'equipament
Un dels punts de partida de la fotografia micològica és el treball arran de terra, ja que, per a fer aquesta fotografia és necessari l'acostament als bolets, la mida dels quals no acostuma a ser desmesurada. L'equip mínim necessari és: 
- Agulla/es de teixir, per aguantar el reflector, apartar de l'enquadrament plantes que molesten sense tallar-les.
- Mirall
- Reflector plegable
- Sac d'arròs petit
- Tetrabrick
- Càmera amb l'objectiu corresponent
- Disparador de cable, no és recomanable disparar a pols, és preferible un disparador de cable perquè no es mogui la càmera en disparar, si no es disposa d'aquest, es pot fer ús del temporitzador de la càmera.

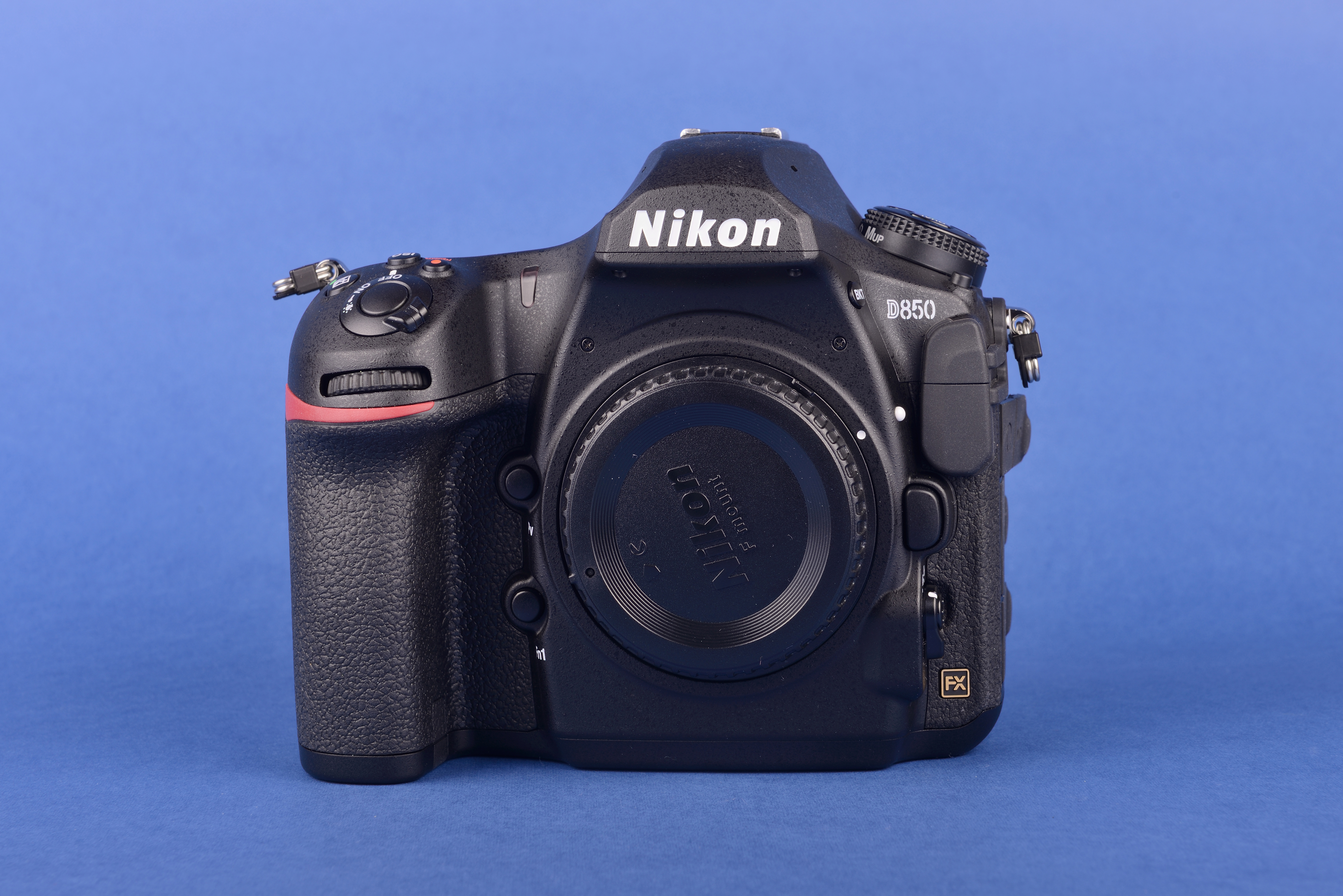
Càmera fotogràfica
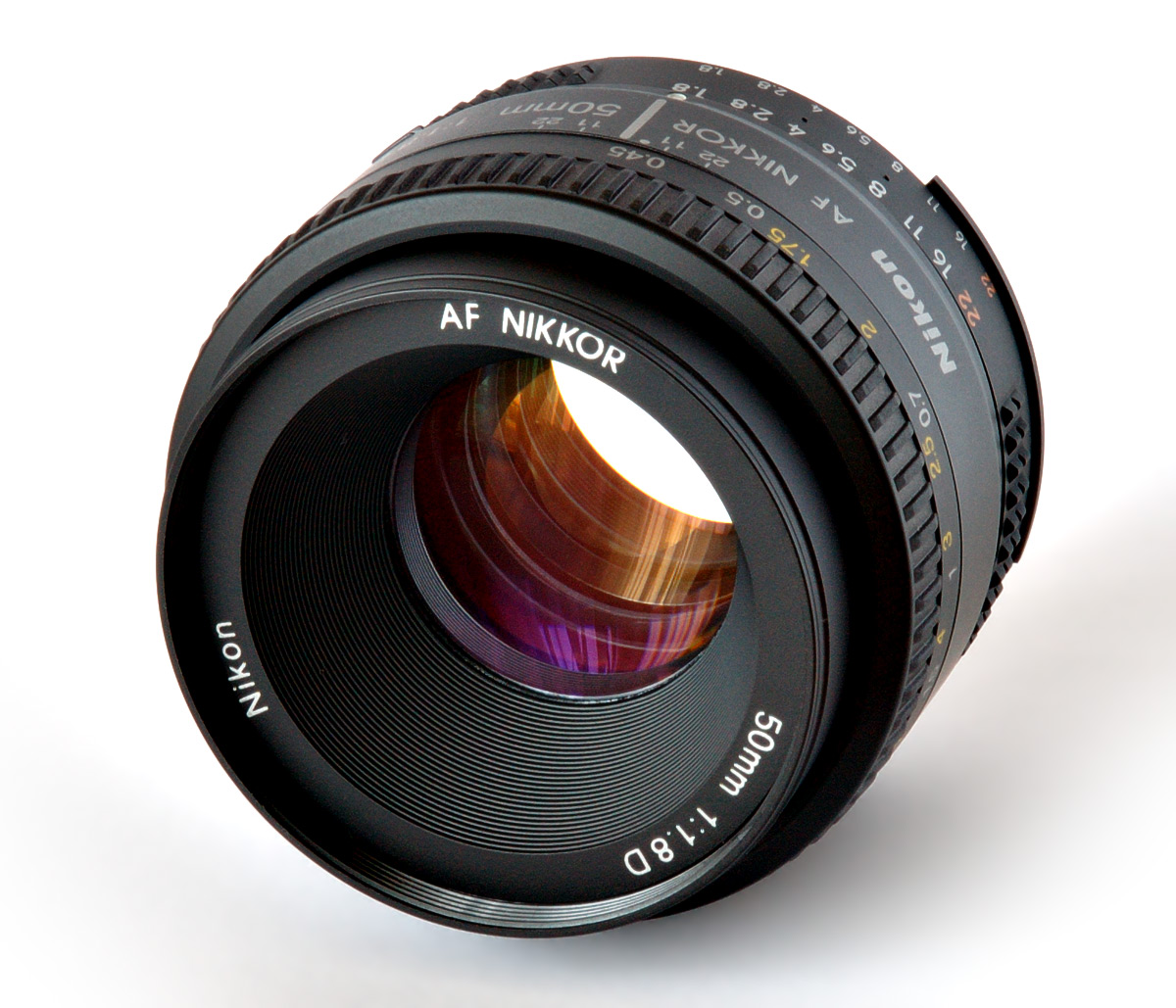
Objectiu
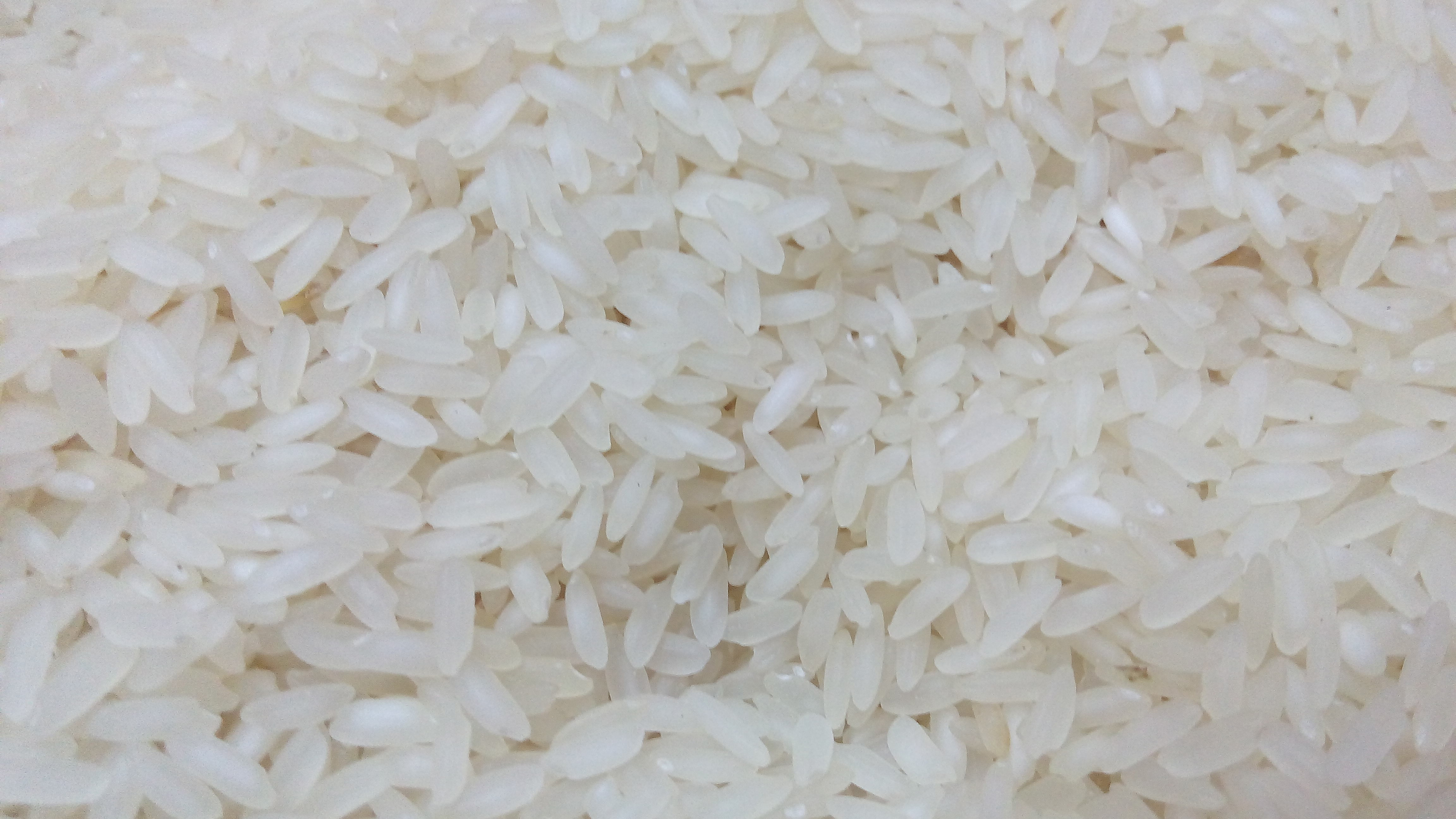
Arròs

Fins aquí el material bàsic, ara bé, també hi ha altres objectes que podrien ser útils:
- Tisores
- Navalla
- Filtre polaritzador
- Catifa del ratolí de l'ordinador, per a donar suport a la càmera
- Polvoritzador d'aigua, per humitejar l'entorn de la fotografia.

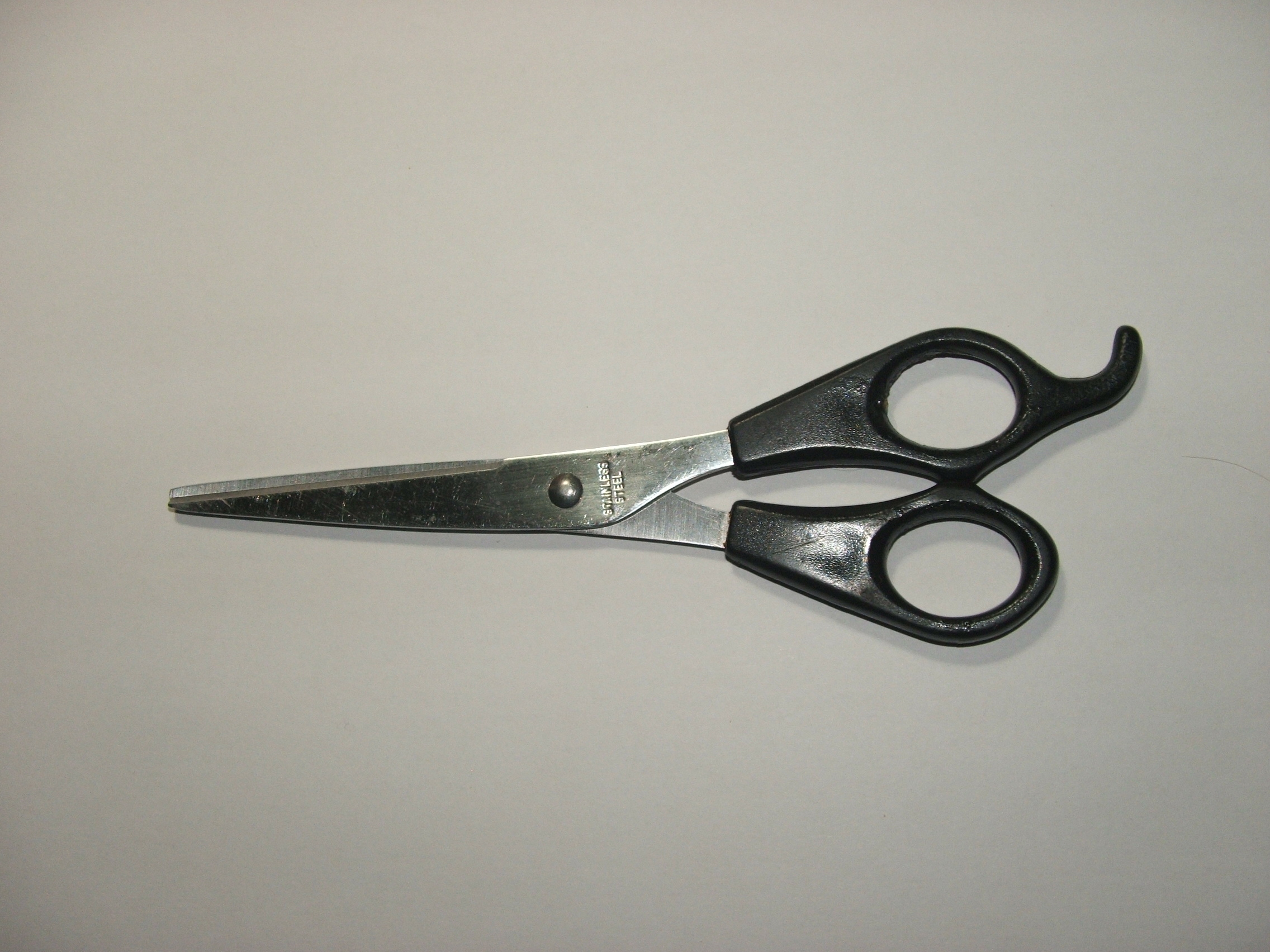
Tisores
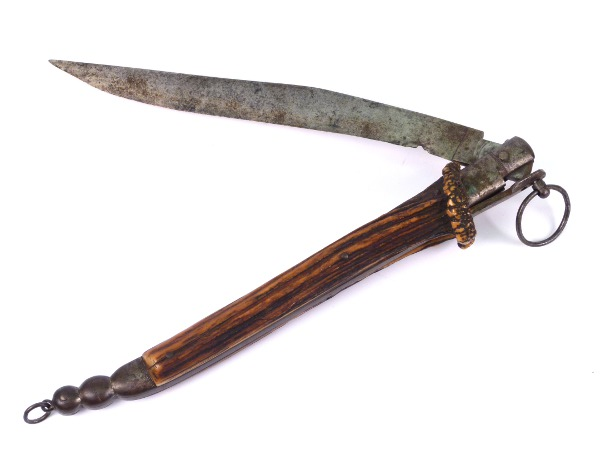
Navalla

### Distància focal i objectius
La distància focal és la distància entre el sensor i el centre de l'objectiu. Com més distància focal hi hagi, de menys angle de visió es disposarà i, per tant, hi haurà un enquadrament més tancat. Aquesta relació entre la distància focal de l'objectiu i l'angle visual es correspon a sensors full frame, si la càmera usada no és full frame, s'haurà d'aplicar un factor de tall perquè la mesura del sensor és diferent.
Pel que fa als objectius, tot i que els macro són els més recomanats, no cal necessàriament fer les fotografies amb aquests, disposem de:
- L'objectiu gran angular, aquest pot donar resultats bons, ara bé, si l'angular és desmesurat, pot donar a la imatge una perspectiva distorsionada.
- L'objectiu zoom o tele, aquest queda restringit a bolets mínimament grans, ja que, la distància mínima d'enfocament sol ser allunyada i, el fet de treballar arran de terra pot causar problemes.
- L'objectiu de 50mm, permet obrir molt el diafragma i fer enfocaments molt detallats.
- L'objectiu macro, quan es parla de macrofotografia, es fa referència a aquella fotografia que té una relació d'ampliació 1:1 o superior, així mateix, si es fotografia un bolet d'1 centímetre i aquest, en el sensor ocupa un mínim d'1 centímetre, s'està parlant de macrofotografia. Disposa de focals curtes (50 mm, 60 mm, 70 mm o 90 mm) les quals tenen un angle obert i ens permet incloure l'entorn del bolet fotografiat i de focals llargues (90 mm, 105 mm, 180 mm, 200 mm) que obliguen a allunyar la càmera dels subjectes, generen un angle més tancat. Aquestes són més recomanades per a insectes, als quals no és possible acostar-se tant.

A més a més, també es poden usar lents d'aproximació, tubs d'extensió, anelles per a lents invertides...

## Com s'aguanta la càmera?
Aquest tipus de fotografia té un punt a favor, el que es retrata és estàtic i, per tant, permet una planificació del que es fotografia i un control que no seria possible si s'hagués de fotografiar un subjecte en moviment.

### A pols
És de gran dificultat fer una fotografia d'aquest tipus a pols amb resultats satisfactoris, perquè es necessita una velocitat d'obturació mínimament alta, cosa que retalla la llibertat en el control d'altres paràmetres. A més a més, el fet que s'hagi de fer la fotografia arran de terra implica que probablement la postura del fotògraf serà forçada i no tindrà llibertat que he mencionat anteriorment. Així doncs, és preferible estabilitzar-la.

### Sac d'arròs
El primer mètode i el més pràctic i assequible és fer ús d'un petit sac amb arròs, és molt útil per a fer fotografies arran de terra. L'arròs de l'interior del sac permet una adaptació al terreny, a la càmera i l'obtenció d'estabilitat. El sac, aproximadament, ha de fer 20 x 15 centímetres i tenir una capacitat per uns 800 grams. La quantitat d'arròs ha de ser la suficient perquè no quedi rígid, que hi hagi espai de mobilitat. En comptes d'arròs, també es pot utilitzar mill o boles de suro. En el cas que el terra estigui moll, es pot aïllar el sac amb una bossa de plàstic.

### Cos a terra
Quan l'altura del sac d'arròs és més del que es necessita, cal posar la càmera arran de terra, protegida, per exemple, per una catifa de ratolí i, com a suport per l'objectiu es pot usar qualsevol element que es tingui a mà, com ara un tronc. En tots els casos, però en aquest especialment, és recomanable fer servir el disparador de cable perquè si es fes a pols, potser es modificaria lleugerament l'enquadrament al fer la fotografia i/o quedaria moguda.

### Trípode
Per a fotografiar bolets amb el trípode, la càmera ha de quedar molt baixa, gairebé tocant el terra. Per tant, és necessari un tipus de trípode especial que pugui obrir totalment les potes i modificar l'angle d'aquestes individualment perquè es pugui acoblar al terreny, a més a més, la columna central ha de ser extraïble per poder situar la càmera horitzontalment. S'ha d'aconseguir estabilitat per a poder compondre la fotografia amb tranquil·litat.
El trípode també permet fer plans zenitals, quan per exemple, els bolets es troben als marges del camí. Per fer fotografies en format vertical, es pot posar el trípode, a la càmera i aleshores, recolzar-la sobre el sac d'arròs.

## La llum

### Llum natural
La llum natural és idònia per a la fotografia de bolets, es pot fer ús l'artificial per a il·luminar zones fosques, però com a llum secundària, al servei de la natural. Si se cerca una llum suau, que no projecti ombres gaire potents, es pot trobar aquest tipus de llum al matí o a la tarda. En canvi, la llum del migdia és molt dura, la qual cosa implica que la transició entre llum i ombra sigui molt brusca.

### Llum dura o llum suau
Es parla de llum dura quan la transició entre llum i ombra és accentuada i brusa i es genera un gran contrast entre aquestes dues zones. La distància entre la font de llum i el bolet és determinant. Normalment, com més lluny està, més petita és la zona on incideix però més dura és la llum. Així doncs, si s'allunya, serà més dura, però a la vegada com més lluny, menys potència efectuarà. Si s'acosta molt la font de llum a l'objecte, se suavitzarà si la superfície de la font és més gran. Per suavitzar la llum també es pot posar una finestra difusora entre la font de llum i l'objecte.
Si la llum dura fa referència a quan la transició entre llum i ombra és accentuada, la llum suau té lloc quan la transició entre llum i ombra és subtil, progressiva, amb molts matisos.

### Textures i volum
Un dels objectius de la fotografia micològica és plasmar la textura i el volum dels bolets. Pel que fa a la primera, hi ha una voluntat de captar la infinitat de petits relleus. Mitjançant una llum lateral que generi una petita ombra i aquesta farà evident la textura. Quant a la captació del volum, també és necessari tenir ombra. Segons la posició i la intensitat hi haurà una millor percepció de la tridimensionalitat o no. La posició de la llum sol ser frontal o lateral, si s'intenta fotografiar bolets amb una llum frontal, s'aplanarà la fotografia i es perdrà el volum; en canvi, si es fa amb una llum lateral, el volum destacarà. Podem trobar-nos amb una intensitat suau o dura, si la llum és suau, es crearan ombres progressives i s'aconseguirà una sensació de volum; en canvi, si s'opta per una llum dura, les ombres seran molt marcades i fosques fent així que es perdi profunditat.

### Reflectors
Els reflectors són imprescindibles per aconseguir una il·luminació bona, actuen com a fonts de llum rebotada. Rebotar la llum és un procés senzill i es pot fer mitjançant materials plans i lleugers que es poden trobar en el nostre entorn i usar-los per a fotografia. Tant la qualitat com la intensitat de la llum rebotada depèn d'un parell de factors. En primer lloc, de la intensitat de la font de llum que normalment és solar o ambiental i, en segon lloc, del tipus de superfíciedel reflector, que determinarà que la llum sigui més o menys suau i difusa. Per exemple, una superfície platejada mat reflecteix poca llum, una superfície setinada reflecteix més llum i una superfície brillant en reflecteix molta més.
Aquesta llum rebotada servirà per omplir parts del bolet o de l'entorn que quedin fosques.

#### Tipus de reflectors
- Tetrabrick, l'interior d'aquest és platejat mat i reflecteix una llum molt suau i homogènia. S'ha de tallar en forma de rectangle i doblegar-lo per la meitat perquè pugui aguantar-se per si mateix en qualsevol lloc dirigint la llum rebotada al bolet. Són molt útils per il·luminar zones petites. Amb una inclinació adequada s'il·luminaran, per exemple, les làmines dels bolets a les quals moltes vegades els arriba poca llum.
- Reflectors plegables de fotografia, poden ser molt adients per fer ombra, encara que la seva funció inicial és la de reflectir llum. Com que tenen una gran superfície, reflecteixen llum en zones molt amples. Poden tenir una superfície blanca, negra, platejada, daurada o translúcida.
- Miralls, són capaços de reflectir la llum solar directa amb molta potència. S'hauran d'utilitzar amb precaució, ja que, poden espatllar la fotografia en quedar massa il·luminada. Quan es filtra per les fulles dels arbres, poden arribar a reflectir la llum d'una manera molt interessant.

S'ha d'intentar crear un esquema de llum coherent, buscant una relació natural entre la il·luminació que anem modificant i la llum de l'ambient.

### Ombrejant
La llum frontal o zenital cauen sobre els barrets dels bolets aplanant-los, per tal d'evitar que això succeeixi, hi ha la possibilitat de fer ombra amb el reflector. D'aquesta manera, es deixa entrar la llum ambient lateralment i per sota generant zones de llum i ombra que creen una sensació de tridimensionalitat. L'objectiu és repartir la llum equilibradament.
Per exemple, en un cas en què la llum zenital és molt potent i, per tant, domina l'esquema de la llum, les llums ambientals secundàries quedaran molt reduïdes i el barret quedarà molt il·luminat, però les làmines i el peu molt foscos. Hi haurà un gran contrast i es perdrà molta informació de les textures i els volums. Si s'usa el reflector per fer ombra, la llum zenital quedarà parada i les laterals augmentaran d'una manera equilibrada agafant el protagonisme de l'escena. Així, guanyarem textures i volum. Si es té clar l'esquema de llum, es pot subjectar el reflector amb agulles perquè quedi estàtic, en canvi, si no s'està segur de la posició d'aquest, es pot subjectar amb la mà i moure'l segons convingui.

### Modelar la llum
La modelació de la llum serà diferent segons la situació en què ens trobem. Amb la càmera es controlarà la llum de l'entorn i la del fons i amb el reflector, la llum del/s bolet/s.

### Llum del sol
Fotografiar amb llum del sol directa és un repte que té un costat dolent i un de bo. Per començar, s'ha de tenir en compte que es pot trobar el fotògraf:
- Contrast molt potent entre llum i ombra
- Zones massa clares i d'altres molt fosques
- Ombres projectades molt definides.
- Brillantors possiblement indesitjades a la superfície dels bolets.

Es pot suavitzar la llum dura solar convertint-la en suau i difuminada mitjançant un reflector translúcid que faci de difusor.
Ara bé, tot i les dificultats que pot aportar, també té un costat positiu i és que es poden crear uns efectes molt dinàmics i amb un toc fantàstic, un dels efectes més interessants és el contrallum.

#### Contrallum
Per a fotografiar a contrallum, caldrà il·luminar la part frontal que quedarà fosca, però no s'ha d'il·luminar amb una gran intensitat perquè es restaria força al contrallum. Es pot utilitzar un focus de leds de potència graduable que, a més a més, es pot regular amb un difusor o fer ús de reflectors per rebotar la llum del sol. Per potenciar el contrallum, hi ha la possibilitat de fer ombra amb el reflector. Si es posa molt a prop, s'obté més contrallum i, com a conseqüència, la part frontal es tornarà més fosca. Per solucionar aquest problema, es pot obrir l'angle amb el reflector, augmentant així l'entrada de llum de l'entorn o rebotar la llum trobant l'angle i la distància del reflector adequats.
Pel que fa a l'enfocament, podem decidir posar el focus a la part de davant del barret o a la part del darrere, a les làmines que estan a contrallum.

### Finestres de llum
De vegades, apareixen uns punts o zones desenfocats en forma de cercles o polígons que es produeixen quan els rajos de llum incideixen en l'objectiu. Solen ser incontrolables, però també es poden provocar. Es poden produir en situacions molt diverses però sempre a contrallum, amb el sol directe (en aquest cas són molt marcats) o amb una llum més suau (que solen quedar més desenfocats). Són forats o gotes que desprenen més llum que la resta de l'escena. Depenent del diafragma que s'utilitzi pot canviar la forma poligonal. Si es fan les fotografies amb un diafragma molt obert, seran circulars; en canvi, si el diafragma està més aviat tancat, seran poligonals. El nombre de costats del polígon que es forma, depèn del nombre de pales del diafragma.

#### Recursos
Per a generar aquests punts o zones desenfocades, hi ha diverses opcions:
- Polvoritzar aigua sobre les plantes de l'entorn fins que formin gotes. Així, el sol directe quan incideixi sobre les gotes reflectirà la llum cap a l'objectiu. Per a aconseguir-ho, el sol haurà d'estar baix perquè els angles de llum que es creen han de ser molt oberts.
- Ens situem a contrallum. Pels forats que hi ha entre les fulles dels arbres penetra molta llum, són com finestres de llum. La càmera tradueix aquestes entrades de llum com a punts o zones desenfocades i, com que es troben a molta distància, els presenta difuminats. Canviant la posició de la càmera es pot aconseguir que n'apareguin més o menys i es poden situar on el fotògraf desitgi.

### Refracció
Quan la llum blanca travessa un medi transparent diferent de l'aire com, per exemple, una lent, pateix un canvi de velocitat i es modifica la seva trajectòria original. L'angle de desviament és diferent per a cada color de l'espectre visible perquè té una longitud d'ona diferent. Això genera que si la llum no entra perpendicularment, els colors se separin quan surten del mitjà. Com més obert tinguem el diafragma i si ens trobem a contrallum, tenim més possibilitats que les nostres fotografies pateixin aberracions cromàtiques. Aquest tipus d'aberracions no acostumen a ser desitjades, ara bé, es poden utilitzar i en poden sortir resultats molt exitosos.
Si es restringeix l'entrada de llum solar a la part superior de la lent, s'aconsegueix que els rajos passin per la perifèria amb l'angle adequat, es pot aconseguir una mena de "pluja multicolor".

### Focus de leds
El focus de leds és l'alternativa al flaix. Proporciona una llum contínua, la seva temperatura de color no crea dominants, és d'intensitat graduable, es pot controlar el seu efecte dirigint la llum i graduant la intensitat. El focus ha de ser una llum per omplir zones que mitjançant la llum natural no quedin il·luminades, és una llum per equilibrar. Pot fer llum en diferents plans per destacar alguna fulla o branca. Si es vol difuminar la llum del focus, es pot fer posant un difusor translúcid davant.

### Flaix
No s'ha d'utilitzar el flaix de la càmera perquè il·lumina frontalment la fotografia, la qual cosa genera que es perdin les ombres i la profunditat, les quals, el fotògraf desitja. Així doncs, s'ha de fer ús d'un flaix extern, el qual es pot posar en un angle lateral, es pot recolzar sobre un trípode, posar-lo directament a terra, darrere del subjecte per augmentar la profunditat, entre els elements de l'entorn... L'objectiu del flaix és equilibrar la llum i/o omplir espais obscurs. Si el flaix proporciona més llum de la desitjada, es pot fer ús d'un difusor per tal d'obtenir la mínima potència possible.

## El color
En la fotografia micològica, el color té una gran rellevància perquè aporta informació i és capaç d'agrupar espais per la seva gamma de colors. L'objectiu de tot fotògraf de bolets és captar els colors de manera realista i, a més a més, que serveixi també com una eina d'expressió. Depenent dels colors, la seva distribució i els espais que ocupen, fan que les imatges tinguin una lectura més o menys fàcil i generen diferents graus d'impacte.
El color depèn de la incidència de la llum sobres les superfícies. Ombrejant de manera adequada s'aconsegueix "apagar" o "encendre" el color en certes zones de l'escena per aconseguir més o menys densitat, lluminositat, transparència, saturació, etc. Depèn de si la llum s'absorbeix o es reflecteix. Una paleta reduïda pot ser harmoniosa i crear un diàleg discret, sord, intimista, en canvi, amb una paleta generosa cromàticament, pot ser més complicat distribuir els colors de manera harmoniosa.
Els colors clars, visualment, s'acosten més que els foscos, per la qual cosa, seran el centre d'atenció immediat en visualitzar la imatge. Pel que fa als foscos, s'usen per delimitar espais i profunditats de l'escenari que es vol fotografiar.
Cada espècie de bolets té un cromatisme característic, si l'objectiu és que aquestes fotografies vagin destinades a una guia micològica s'ha de ser molt fidel als colors. Ara bé, depenent del moment del dia en què es fotografiï els bolets, tindran tons lleugerament diferents. Durant les hores del matí i el vespre hi ha una llum càlida que sol modificar els colors naturals, en canvi, amb la llum del migdia, que és més blanca, es mantenen els colors naturals. Les llanternes i els focus solen tenir una llum neutre que no modifica els colors.

## Enfocaments i desenfocaments
La gran pregunta és: "On s'ha d'enfocar?", el sentit comú porta gairebé sempre a enfocar la part de davant del barret del bolet principal, per tal d'aconseguir una perspectiva realista. Ara bé, depenent de l'espècie, potser és més interessant fotografiar el peu o la part de darrere del bolet. Si es fotografia un grup de bolets, el més habitual és que enfoquem el que es troba més endavant per generar una lectura de davant a la part de darrere. També és interessant fotografiar algun exemplar que es trobi al mig perquè un bolet desenfocat en primer pla, en alguns casos, pot crear una composició interessant.
La nitidesa és una sensació provocada pel bon enfocament i la il·luminació adequada. Habitualment, com més obert està el diafragma, el focus és més selectiu i, per tant, genera poca profunditat de camp i l'entorn sol sortir desenfocat, hi ha més contrast entre les zones nítides i desenfocades, la qual cosa ens ajuda a centrar l'atenció a la zona enfocada. En canvi, si es desitja enfocar una part més gran de la imatge i fer que hi hagi una gran profunditat de camp, el millor és tenir l'entorn net i buit perquè el resultat no sigui confús.
L'efecte difuminat dels perfils és especialment impactant quan els subjectes desenfocats contrasten amb alguna llum intensa que prové del darrere. Això genera uns efectes amb molta capacitat expressiva provocats per les lents com ara dobles perfils, halo...
La sensació d'enfocament està determinada per una transició correcta fins als desenfocaments. La transició d'enfocament a desenfocament pot ser brusca, creant una sensació de subjecte retallat sobre el fons, diferenciant només entre dos plans: l'enfocat i el desenfocat. O es pot optar per una transició progressiva i subtil de manera que hi hagi una integració i relació dels diferents plans. Per tant, generalment, hi ha dues opcions: aïllar el subjecte o integrar-lo en l'entorn. El punt de partida de lectura d'una imatge són les zones enfocades, però la sensació de profunditat està generada per les zones desenfocades.

### Paral·lelisme
El paral·lelisme és un recurs molt utilitzat, consisteix en ocupar amb més elements el pla focal. Amb el diafragma obert i cercant més paral·lelisme, aconseguirem més àrea d'enfocament. És molt útil per a la fotografia de grups de bolets en què hi ha un gran nombre d'exemplars.

## La composició
La combinació és la distribució dels elements en l'enquadrament en funció del que es vol explicar. Permet potenciar la idea que es vol expressar i, generalment, es fa combinant raonament i intuïció. El fotògraf retrata el que veu, ara bé, depèn de com col·loca la càmera i dels elements que decideix deixar dins o fora de l'enquadrament, ja hi ha un punt de subjectivitat.
La idea general és concentrar l'atenció en el bolet, que aquest sigui el lloc d'inici del recorregut visual. Es pot centrar el bolet i seguir l'exemple clàssic amb el qual es genera una lectura simple i menys dinàmica o apartar-lo del centre, situar el bolet descentrat, mitjançant aquesta segona composició la lectura no és tan simple i esdevé més dinàmica. L'enquadrament, l'elecció de la zona enfocada, la profunditat de camp, la llum... són els que determinen certa jerarquia d'elements al servei del tema principal.
En la majoria dels casos, és recomanable acostar-se al subjecte per omplir l'enquadrament i oferir molts detalls i nitidesa. Ara bé, allunyar-se per deixar espai als costats o a la part inferior i superior també és una idea que inclou més l'entorn. Tot depèn del que es vol expressar i de com es vol fer.

### Punts crítics
Els punts crítics de la fotografia són els que destaquen, desviant l'atenció cap a ells. Tenen força visual i generen tensió.

### Línies
Les línies són una simplificació geomètrica amb molta força expressiva, poden ser horitzontals, verticals o diagonals. S'ha de tenir sempre present la línia d'horitzó. Davant la presència de línies, es pot actuar de dues maneres: recolzant-se en elles perquè dirigeixin a l'espectador cap al subjecte o rebutjant-les perquè obtenen massa força i distreuen l'espectador del tema principal.

### Sobreposició
Per aconseguir una sensació de profunditat, es pot sobreposar un exemplar amb un altre deixant el de davant enfocat i el de darrere desenfocat, també es podria fer a la inversa. Aquestes superposicions aporten tridimensionalitat perquè aporten perspectiva.

### Elements del terra
Els elements com les branques, les fulles, les pedres... poden enriquir la nostra imatge proporcionant informació de l'entorn. Per exemple, les fulles seques amb les seves tonalitats ocres i marrons poden crear unes relacions amb els diferents tons del bosc. La molsa té una direcció de creixement natural, les seves fibres es troben les unes al costat de les altres ordenades i poden dotar d'un valor estètic les fotografies.

### Flotant en l'ambient
Es pot aconseguir una sensació d'ingravidesa envoltant el bolet de desenfocaments, per aconseguir-ho s'ha d'enfocar únicament el bolet i deixar l'entorn fora del pla focal.

### Sfumato
L'esfumat (sfumato en italià) és una tècnica pictòrica renaixentista inventada per Leonardo Da Vinci que es basa en sobreposar diverses capes de pintura fines, proporcionant uns contorns imprecisos que es tradueixen en una sensació de llunyania i profunditat. Mitjançant aquesta tècnica, obtenim una transició progressiva que comença amb el bolet i es dirigeix gradualment cap al fons, aconseguint que els elements de la imatge estiguin relacionats íntimament gràcies al desenfocament dels contorns formant un tot.

### Plans
Es pot fotografiar els bolets des de punts de vista molt diferents, cadascun té el seu sentit descriptiu i/o estètic i, a la vegada, depèn de les possibilitats que ens ofereixi el bolet i la situació d'aquest.

#### Contrapicat
Si el fotògraf troba un bolet sobre un terreny inclinat, pot cercar un enquadrament des d'un punt de vista inferior. S'ha de tenir present que el contrapicat podria provocar que el fons estigui massa il·luminat perquè la càmera està encarada cap al cel.

#### Frontal
Aquest és el més profund de tots, dona la possibilitat al fotògraf de tenir fons i cels allunyats i donar una sensació de profunditat. Els exemplars poden semblar enormes. El més adequat per a fer aquesta fotografia és usar el sac d'arròs.

#### Picat
El picat és el punt de vista més descriptiu de tots. En aquest cas, és complicat jugar amb els desenfocaments perquè el bolet i el fons es troben a molt poca distància. Aquest punt de vista ofereix una situació de llum escassa i de molt cromatisme.

#### Zenital
És un dels punts de vista menys utilitzats perquè només s'observa el barret dels bolets i es perd la informació del peu i les làmines. Ara bé, és un punt de vista capaç de transportar l'espectador cap a un món de figures geomètriques, cercles, interseccions que poden donar molt joc.
S'ha de vigilar amb el zenital perquè gairebé tot queda enfocat i s'han d'evitar les possibles distraccions que no permetin la conducció cap al centre d'interès. És una perspectiva idònia per centrar-se en les textures i aconseguir una descripció dels barrets exitosa. És preferible fer ombra perquè la llum no sigui totalment zenital.

#### Sobre tronc
Hi ha bolets que creixen sobre troncs i, per tant, disposen d'una certa altura. Per a fotografiar-los serà necessari un trípode o un sac d'arròs sobre el mateix tronc.

### Profunditat d'escena
La profunditat d'escena està formada per un conjunt de diferents plans que visualment generen una sensació de tridimensionalitat. La fotografia és un mitjà bidimensional, així que necessitem enginy perquè sembli tridimensional. Podem dividir la nostra fotografia en diferents plans; una estructura simple per una fotografia és la que està formada per dos plans: un d'enfocat, on hi ha l'exemplar, i un de desenfocat. Ara bé, l'escenari pot ser tan complex com el fotògraf desitgi i pot augmentar el nombre de plans. Llum i ombra afegeixen profunditat a l'escena. Fent ús de plans il·luminats i d'altres amb ombra quedaran diferenciats i es generarà profunditat. Si l'objectiu del fotògraf és retratar un bolet i el seu ambient amb molt de detall, haurà de tancar el diafragma. Això provocarà que es perdi profunditat perquè els plans es van ajuntant. Si es decideix desenfocar molt obrint el diafragma, els plans de l'escena se separaran i es guanyarà profunditat, ara bé, es perdrà els detalls de l'ambient. S'ha de trobar l'equilibri entre què es pretén i les possibilitats de les quals es disposa.